# Erforderlichkeit
Erforderlichkeit ist ein Rechtsbegriff aus dem deutschen Staats- und Verwaltungsrecht.

## Bedeutung
Er kommt bei der Überprüfung von Grundrechten, beim Gesetzgebungsverfahren und bei der verwaltungsrechtlichen Überprüfung von Verwaltungshandeln (insbesondere: Ermessensprüfung) zum Tragen. Er beschreibt das Verhältnis eines eingesetzten Mittels zu einem erstrebten Zweck.
Ein Mittel ist genau dann erforderlich, wenn es
1. geeignet ist, den erstrebten Zweck zu erreichen und
2. unter gleichermaßen geeigneten Mitteln das mildeste Mittel darstellt, um den erstrebten Zweck zu erreichen.[1]

## Erforderlichkeit als Rechtmäßigkeitsanforderung

### Verwaltungsrecht
Erforderlich ist ein behördliches Handeln, wenn es den geringstmöglichen Eingriff mit dem schonendsten Mittel darstellt. Damit ist der Grundsatz der Erforderlichkeit Ausdruck des verwaltungsrechtlichen Übermaßverbots. Bei der Überprüfung der Rechtmäßigkeit und Wirksamkeit eines Verwaltungsaktes wird er dogmatisch eingeordnet in die allgemeinen Rechtmäßigkeitsanforderungen, die an die materielle Rechtmäßigkeit von Verwaltungsakten gestellt wird. Dabei spielen nebengeordnete Rollen, die Eignung des Handelns, um den gewünschten Erfolg überhaupt erzielen zu können und Angemessenheit, die als Gradmesser der Abwägung von Vor- und Nachteilen der ergriffenen Verwaltungsmaßnahme wirkt. „Erforderlichkeit“, „Eignung“ und „Angemessenheit“ prägen die sogenannte Verhältnismäßigkeit des Verwaltungsakts (beispielsweise beim Anschluss- und Benutzungszwang).

### Verfassungsrecht
Die Überprüfung eines Eingriffs in den Schutzbereich eines Grundrechtes verläuft sehr ähnlich. Im Rahmen der Schranken von Grundrechten sind das Grundrecht beschränkende Gesetze rechtmäßig dann, wenn sie mit Art. 19 GG und den allgemeinen Verfassungsprinzipien im Sinne des Art. 20 GG vereinbar sind. Das schonend eingesetzte Mittel kann den verfolgten Zweck rechtfertigen, wenn die Verhältnismäßigkeit gewahrt ist. Ein Gesetz zur Terrorismusbekämpfung beispielsweise kann die Pressefreiheit nur dann einschränken, wenn Zweck- und Mitteleinsatz das Grundrecht nicht aushöhlen.

## Allgemeines
Je nach Rechtsgebiet wird manchmal die Geeignetheit als Teil der Erforderlichkeit oder als selbständiger Prüfungspunkt gesehen (häufig im Polizeirecht), im zweiten Fall wird unter Erforderlichkeit lediglich der Einsatz des mildesten und gleichsam effektivsten Mittels verstanden. Ein geeigneter und erforderlicher Eingriff darf dennoch nicht vorgenommen werden, wenn der damit verbundene Schaden in grobem Missverhältnis zu dem angestrebten Zweck steht (Verhältnismäßigkeit im engeren Sinne).
Das Kriterium der Erforderlichkeit ist Ausfluss des Prinzips des geringstmöglichen Eingriffs (in die Rechte der Bürger). Es ist Bestandteil jeder Prüfung von Verletzung von Grundrechten. Es gilt daher sowohl für die Gesetzgebung selbst als auch für jedes Verwaltungshandeln. Besonders wichtig ist seine Beachtung auch bei den Rechtfertigungsgründen im Strafrecht, wie beispielsweise der Notwehr- und Nothilfehandlung.
Das Verhältnismäßigkeitsprinzip und damit das Gebot der Erforderlichkeit des Verwaltungshandelns ergeben sich aus dem in Art. 20 GG verankerten Rechtsstaatsprinzip. Das Prinzip des geringstmöglichen Eingriffs ist damit von der Ewigkeitsgarantie umfasst.